# Храм Хату Шям
27°22′00″ пн. ш. 75°24′00″ сх. д. / 27.36666667° пн. ш. 75.4° сх. д.
Храм Кхату Шям — індуїстський храм у селі Хату за 43 км від міста Сікар у районі Сікар індійського штату Раджастхан, місце паломництва для поклоніння божеству Крішна і Барбаріка. 

## Історія
Перед початком битви за Махабхарату останнім бажанням Барбаріки було побачити війну «Махабхарата». Через багато років після початку Калі Юги голову було знайдено похованою в селі Хату в сучасному Раджастані. Місцеперебування було закритим до початку періоду Калі-Юги. Одного разу молоко почало спонтанно витікати з вимені корови, коли вона наблизилася до місця поховання. Місцеві селяни розкопали це місце і виявили закопану голову. Голова була передана брахману, який поклонявся їй багато днів, чекаючи божественних одкровень щодо того, що робити далі. Рупсінг Чаухан, король Хату, побачив сон, у якому він отримав натхнення побудувати храм і встановити в ньому голову. Згодом був побудований храм і встановлений ідол.
Існує й інший, лише трохи інший варіант цієї легенди. Рупсінг Чаухан був правителем Хату. Його дружині, Нармаді Канвар,   приснився сон, у якому божество наказало їй вийняти його образ із землі. Потім вказане місце було знайдено. Звичайно, це дало ідола, який був належним чином похований у храмі.
Храм був побудований у 1027 році нашої ери Рупсінгом Чауханом після того, як його дружина Нармада Канвар побачила сон про похованого ідола. Місце, звідки викопали ідола, називається Шям Кунд. У 1720 році нашої ери дворянин Діван Абхайсінг відреставрував старий храм за наказом тодішнього правителя Марвара.  Ідол виготовлений з рідкісного каменю. Хатуш'ям є сімейним божеством багатьох сімей.

## Архітектура
При будівництві споруди використовували вапняний розчин, мармур і плитку. Віконниці покриті золотим листом. У залу великі розміри (розміри 12,3 м х 4,7 м), а його стіни вишукано розписані, із зображенням міфологічних сцен. В’їзна брама та виїзна брама зроблені з мармуру. 

«Шям Кунд» — це священний ставок біля храму, звідки випливає «Шиш» баба Шьяма. У цьому кунді віддані приймають ванну і поклоняються кхату нареш.
Храм Гопінатх розташований на південний схід від головного храму. Храм Гаурішанкар також розташований неподалік. Існує цікава історія, пов’язана з храмом Гаурішанкар.  
Головний храм Хатуш'ям розташований у місті Хату близько 80 км від Джайпура.  

## Адміністрація та благоустрій
Керівництво храмом здійснює комісія з 7 осіб. Комітет організовує фестивалі та інші важливі заходи у селі.  Залучення до підготовки Прасаду, барикадування, чистоти, тимчасового облаштування, водопостачання, електропостачання, облаштування генераторів, декорацій, озвучення, підготовки бар’єрів, відеопокриття, замкнутого телебачення тощо виконує трест.  Для комфортного проживання є  кілька благодійних будиночків.  